# Marco John
Pour les articles homonymes, voir John.
Marco John, né le 2 avril 2002 à Bad Friedrichshall en Allemagne, est un footballeur allemand qui évolue au poste de milieu de terrain au Greuther Fürth.

## Biographie

### En club
Natif de Bad Friedrichshall en Allemagne, Marco John est formé par le TSG Hoffenheim, qu'il rejoint en 2013. C'est avec ce club qu'il commence sa carrière professionnelle, il est appelé pour la première fois en équipe première en août 2020, intégré par le nouvel entraîneur Sebastian Hoeneß. Il joue son premier match en professionnel le 3 décembre 2020, à l'occasion d'une rencontre de Ligue Europa face à l'Étoile rouge de Belgrade. Il est titularisé dans un rôle de milieu gauche dans le 3-4-2-1 utilisé par Hoeneß. Les deux équipes se neutralisent ce jour-là (0-0). Milieu offensif axial de formation, John s'installe en équipe première à ce poste de latéral gauche, profitant des absences sur blessures de Robert Skov et Ryan Sessegnon notamment.
Le 5 février 2021 il prolonge son contrat jusqu'en 2024 avec le club.
Le 26 août 2022, Marco John est prêté pour une saison à Greuther Fürth. 

### En équipe nationale
Membre de l'équipe d'Allemagne des moins de 17 ans de 2018 à 2019, Marco John inscrit son premier et seul but avec cette sélection, lors de son premier match, contre la Tchéquie, le 8 novembre 2018 (1-1). En mai 2019, il participe au championnat d'Europe des moins de 17 ans  qui se déroule en Irlande. Lors de cette compétition, il prend part à trois matchs. Avec un bilan d'une seule victoire et deux défaites, l'Allemagne ne dépasse pas le premier tour du tournoi.
Marco John compte une sélection avec l'équipe d'Allemagne espoirs, obtenue le 7 septembre 2021, contre la Lettonie. Il entre en jeu à la place de Finn Ole Becker et son équipe s'impose par trois buts à un.

## Statistiques
| Saison                | Club                  | Championnat           | Championnat | Championnat | Coupe(s) nationale(s) | Coupe(s) nationale(s) | Compétition(s) continentale(s) | Compétition(s) continentale(s) | Compétition(s) continentale(s) | Total | Total |
| Saison                | Club                  | Division              | M.          | B.          | M.                    | B.                    | Comp.                          | M.                             | B.                             | M.    | B.    |
| 2020-2021             | TSG Hoffenheim        | Bundesliga            | 14          | 0           | -                     | -                     | C3                             | 4                              | 0                              | 18    | 0     |
| 2021-2022             | TSG Hoffenheim        | Bundesliga            | 2           | 0           | 1                     | 0                     | -                              | -                              | -                              | 3     | 0     |
| Sous-total            | Sous-total            | Sous-total            | 16          | 0           | 1                     | 0                     | -                              | 4                              | -                              | 21    | 0     |
| 2022-2023             | Greuther Fürth (prêt) | 2.Bundesliga          | 25          | 0           | -                     | -                     | -                              | -                              | -                              | 25    | 0     |
| Sous-total            | Sous-total            | Sous-total            | 25          | 0           | 0                     | 0                     | -                              | 0                              | 0                              | 25    | 0     |
| Total sur la carrière | Total sur la carrière | Total sur la carrière | 41          | 0           | 1                     | 0                     | -                              | 4                              | 0                              | 46    | 0     |